# کورتیستاتین‌ها
کورتیستاتین‌ها (به انگلیسی: Cortistatins) ترکیب شیمیایی با شناسه پاب‌کم ۱۱۵۶۱۹۰۷ هستند. 

## نگارخانه